# Bristol 406
Bristol 406 – luksusowy samochód produkowany przez brytyjską firmę Bristol Cars w latach 1958–1961. Dostępny jako 2-drzwiowe coupé. Następca modelu 405. Do napędu stosowano sześciocylindrowy silnik rzędowy o pojemności 2,2 litra. Moc przenoszona była na koła tylne poprzez 4-biegową manualną skrzynię biegów.

## Dane techniczne

### Silnik
- R6 2,2 l (2216 cm³), 2 zawory na cylinder, OHV
- Średnica × skok tłoka: 68,70 mm × 99,64 mm
- Stopień sprężania: 8,5:1
- Moc maksymalna: 106,5 KM (78,3 kW) przy 4700 obr./min
- Maksymalny moment obrotowy: 175 N•m przy 3000 obr./min

### Osiągi
- Prędkość maksymalna: 172 km/h